# Automata
Automata ist ein spanisch-bulgarisch-US-amerikanisch-kanadischer, dystopischer Science-Fiction-Film aus dem Jahr 2014 von Gabe Ibáñez, der zum Teil auch das Drehbuch schrieb. In den Hauptrollen sind Antonio Banderas, Birgitte Hjort Sørensen und Dylan McDermott zu sehen, in einer Nebenrolle Banderas' Exfrau Melanie Griffith. In Deutschland wurde der Film erstmals am 14. März 2015 im Rahmen des Fantasy Filmfests gezeigt.

## Handlung
In der Zukunft ist die Erde nahezu unbewohnbar, die letzten Menschen leben zusammengedrängt unter erbärmlichen Bedingungen. Da viele Arbeiten zu gefährlich geworden sind, werden allerorts humanoide Roboter eingesetzt, insbesondere jene der ROC Robotics Corporation. Damit die Roboter unter keinen Umständen gefährlich werden, wurden ihnen zwei unveränderbare Protokolle implantiert: 1. Es ist ihnen verboten, ein Lebewesen zu verletzen oder die Verletzung zuzulassen. 2. Es ist ihnen verboten, sich selbst oder einander zu verändern.
Dennoch wird dem Versicherungsagenten Jacq Vaucan ein Fall übertragen, bei dem der Polizist Sean Wallace berichtet, er habe einen massiv veränderten Roboter zerstören müssen, der sich selbst reparierte. Ein Bruch des zweiten Protokolls gilt als unmöglich, und obwohl Wallace zu jenem Zeitpunkt unter Drogeneinfluss stand und Vaucans Vorgesetzter Robert Bold auf einen schnellen Abschluss drängt, versucht Vaucan herauszufinden, wer den Roboter verändert hat.
Auch belasten die Ermittlungen Vaucans Verhältnis zu seiner schwangeren Frau Rachel sehr. Dennoch lässt er sich nicht abbringen. Es gelingt ihm, über einen illegal für diverse Sex-Praktiken umgerüsteten Roboter, „Cleo“, die Schöpferin Dr. Dupré ausfindig zu machen. Sie ist zwar nicht für die Manipulation am ersten Roboter verantwortlich, setzt aber die nicht zerstörten Teile seines Bio-Chips in Cleo ein. Der Roboter beginnt sich daraufhin selbst zu reparieren und andere Zeichen von Autonomie zu zeigen. Während Vaucan und Dupré das Ereignis besprechen, wird sie erschossen. Vaucan gelingt die Flucht, die vor allem von Cleo betrieben wird.
Verletzt erwacht Vaucan in der Wüste, einige Kilometer von der Stadt entfernt. Bei ihm sind Cleo und weitere Roboter. Sie versuchen Vaucan zu helfen, weigern sich aber, in die Stadt zurückzukehren. Schließlich muss Vaucan nachgeben und wird von den Robotern weiter in die Wüste gebracht.
Unterdessen schaltet sich Dominic Hawk ein, der Vorgesetzte von Bold. Er will, dass die Ermittlungen beendet und alle Teile des ersten Roboters zurückgebracht werden. Wallace wird damit beauftragt. In der Wüste stößt er bald auf Vaucan und die Roboter. Doch Wallace lässt die Situation so lange eskalieren, bis Vaucan ihn tötet. Niedergeschlagen zieht Vaucan mit Cleo und dem verbliebenen Roboter weiter in die Wüste.
Die drei kommen in einer abgelegenen Station nahe einem ehemaligen Kernkraftwerk an, die an einem Canyon liegt. Jenseits davon wird die ionisierende Strahlung zu intensiv für Menschen. In der Station treffen sie auf den Urheber der Veränderungen am ersten Roboter – einen weiteren Roboter, bei dem die Aussetzung des Protokolls spontan erfolgte. Dieser Roboter überzeugt Vaucan davon, dass die Roboter nun leben, und um ihr Überleben zu sichern, müssen sie in die radioaktive Zone. Bevor sie aufbrechen, fertigen sie noch einen insektoiden Roboter an und reparieren ein Auto, damit Vaucan zurück in die Stadt fahren kann.
Währenddessen hat Rachel ihre und Vaucans gemeinsame Tochter zur Welt gebracht, ist von Hawks Handlanger Vernon Conway entführt und mit Bold in die Wüste gebracht worden. Als Bold sich gegen Conway wehrt, wird er getötet. Vaucan und den Robotern folgend gelangen Conway und seine Gehilfen mit Rachel und Tochter gerade dann an der Station an, als sie den ersten Roboter über den Canyon setzen lassen. Die Handlanger beginnen die Roboter zu zerstören, als Vaucan zurückkehrt. Es kommt zur finalen Auseinandersetzung, in der Conway und seine Gehilfen getötet werden. Cleo und der insektoide Roboter ziehen in die radioaktive Zone, Vaucan und Familie fahren zum Meer.

## Kritiken
„Gabe Ibáñez präsentiert eine Reihe von spannenden (wenn auch nicht ganz neuen) Ideen zum Thema Künstliche Intelligenz und sein Film sieht auch verdammt stylisch aus – aber die klischeehaften menschlichen Figuren und der wirr erzählte Verschwörungsplot ziehen ‚Autómata‘ runter.“